# Ristipalo
Ristipalo – wieś w Estonii, w prowincji Põlva, w gminie Räpina.